# Paris (Norrtälje)
Paris is een plaats in de gemeente Norrtälje in het landschap Uppland en de provincie Stockholms län in Zweden. De plaats heeft 67 inwoners (2005) en een oppervlakte van 37 hectare. De plaats ligt iets ten westen van Hallstavik.

## Verkeer en vervoer
Bij de plaats loopt de Riksväg 76.